# Гадемсторф
Гадемсторф (нім. Hademstorf) — громада в Німеччині, розташована в землі Нижня Саксонія. Входить до складу району Гайдекрайс. Складова частина об'єднання громад Альден.
Площа — 9,23 км2. Населення становить 867 ос. (станом на 31 грудня 2021).